# Cessna 177
Il Cessna 177 Cardinal è un velivolo leggero ad ala alta prodotto da Cessna per sostituire il Cessna 172. Il primo annuncio della sua produzione fu dato nel 1967 e rimase in produzione dal 1968 al 1978.

## Sviluppo
La ragione dello sviluppo del Cessna 177 non fu solamente la necessità di un nuovo velivolo per sostituire il Cessna 172 ma anche creare un aereo all'avanguardia sia nella sicurezza che nella tecnologia.

## Modelli

### 177
Il primo modello fu dotato di un motore da 150 cavalli. Uno dei più importanti miglioramenti del 177 rispetto al Cessna 172 è l'aumento della visibilità del pilota durante la virata; infatti nel 172 il pilota era seduto sotto l'ala e durante la virata quest'ultima andava a coprire la visibilità laterale del pilota, nel 177 il sedile del pilota è posizionato più avanti rispetto all'ala e quindi non ne è disturbato. Tuttavia questa caratteristica ha portato ad una differenza di bilanciamento tra i due modelli.

#### Lancio sul mercato del Cessna 177
Il lancio sul mercato del Cessna 177 fu molto buono, sebbene le vendite non soddisfacevano le aspettative dell'azienda, per questa ragione la fabbrica decise di mantenere ancora per qualche anno la produzione del Cessna 172.

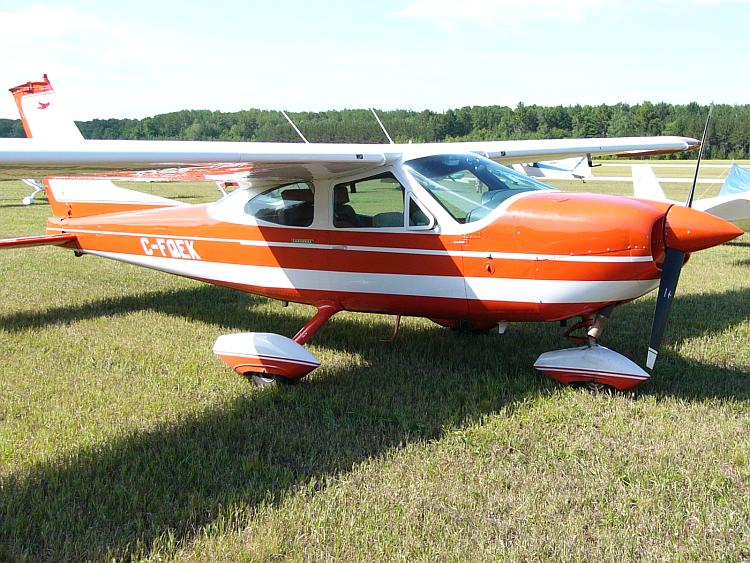
Cessna 177 Cardinal

### 177A
Cessna volle incrementare la potenza del motore del 177 con questa nuova versione nel 1969. Il motore di questa nuova versione sviluppava 180 cavalli, che aumentarono di 20 km/h la velocità massima del Cessna 177. Furono inoltre apportate altre modifiche marginali.

### 177B
Nel 1970 fu creata una nuova versione dell 177, il Cessna 177B, modello con un differente profilo alare. Il 177B pesa a vuoto 66 kg in più del modello base portando così il peso massimo al decollo da 1.067 kg per il 177 a 1.135 kg per il 177B.

#### 177B Cardinal Classic
Nel 1978 fu creata una versione lussuosa del 177B, il Cessna 177B Cardinal Classic, con rivestimenti in pelle, un tavolino per i passeggeri posteriori e un impianto elettrico da 28 Volt.

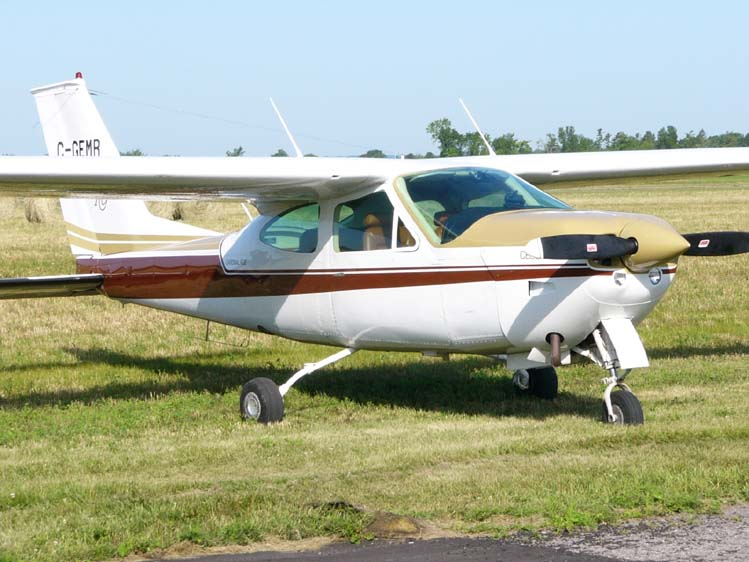
Cessna 177RG unico 177 con carrello retrattile.

### 177RG
Nel 1971 uscì l'ultima versione del Cessna 177, la versione 177RG, con il carrello retrattile e motore Lycoming O-360 da 200 cavalli. Il motore più potente e la linea più pulita portarono il 177RG a raggiungere la velocità di crociera di 270 km/h (41 km/h più veloce del 177B). Furono costruiti 1.543 177RG, compresi quelli nella versione francese  Reims F177RG.

## Incidenti
L'undici Aprile 1996 un Cessna 177B pilotato da Jessica Dubroff e con a bordo suo padre ed un istruttore, cadde subito dopo il decollo dall'aeroporto regionale di Cheyenne (Wyoming), uccidendo tutte le persone a bordo. Jessica con quel volo stava cercando di battere un record come il pilota più giovane (aveva 7 anni), anche se si pensa che al momento dell'incidente fosse l'istruttore a pilotare l'aereo.

## Caratteristiche e prestazioni (177B)

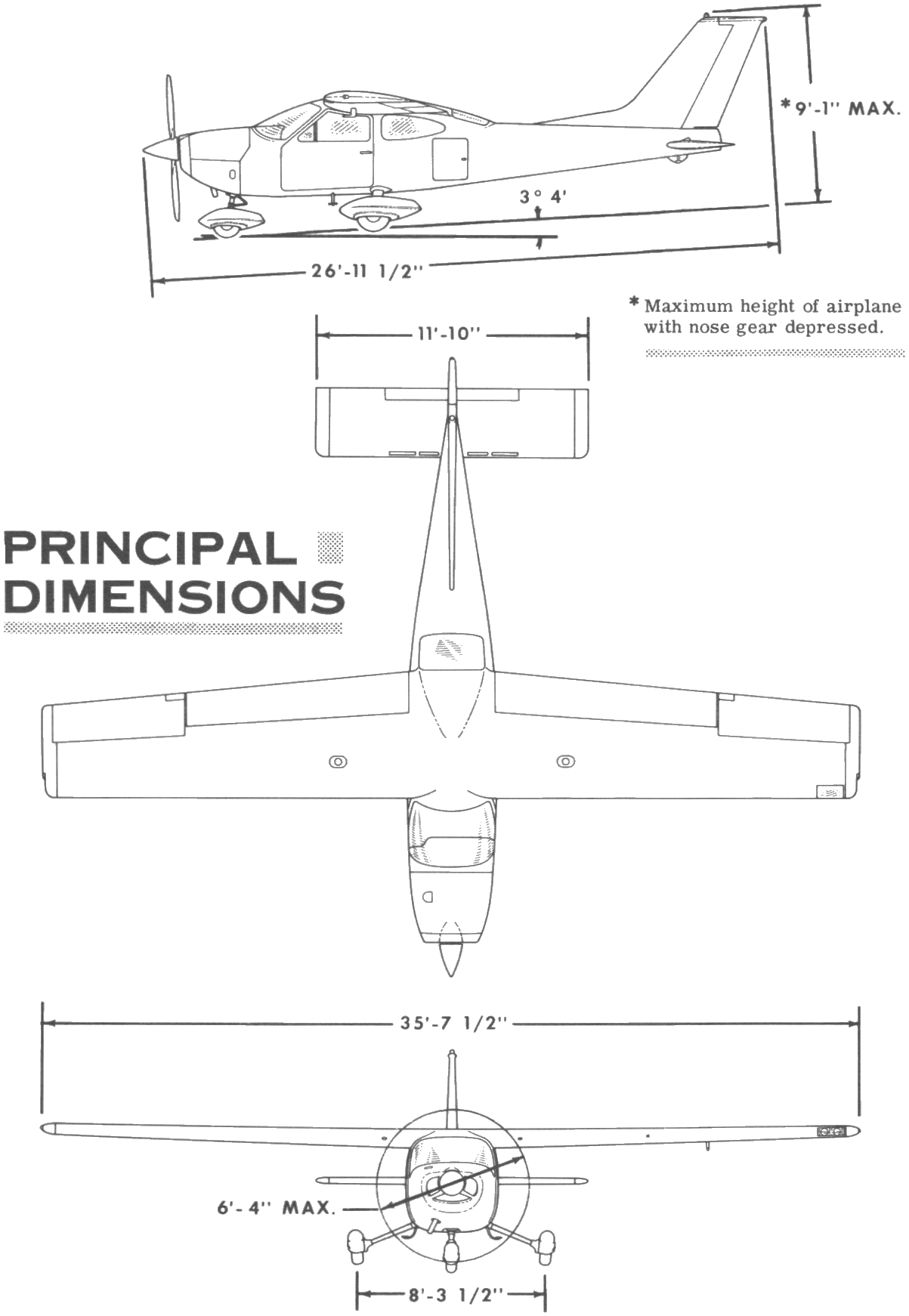
Cessna 177 Cardinal

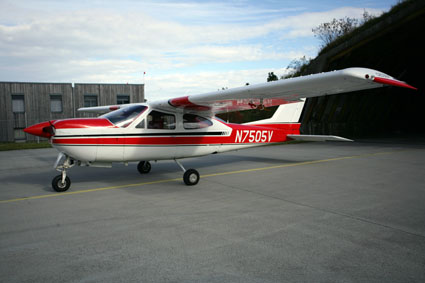
Cessna 177

Informazioni da Airliners.net

### Caratteristiche generali
- Equipaggio: 1 pilota
- Capacità: 3 passeggeri
- Lunghezza: 8.44 metri
- Apertura alare: 10.82 m
- Altezza: 2.62 m
- Superficie alare: 16.2 m²
- Peso massimo al decollo: 1100 kg

### Performance
- Velocità massima:  250 km/h
- Velocità di crociera: 230 km/h
- Autonomia:  1.120 km

## Velivoli comparabili
- Piper PA-28

### Velivoli comparabili
Stati Uniti
- Cessna 172